# Пікнік на узбіччі
«Пікні́к на узбі́ччі» — фантастична повість братів Стругацьких. Написана в 1972 році. За мотивами повісті в 1979 році Андрій Тарковський зняв фільм «Сталкер».
Українською повість було перекладено Анатолієм Саганом і Борисом Щавурським в 2007 році (спільна робота видавництв «Навчальна книга — Богдан» і «Веселка», також до книги увійшли повісті «Малюк» і «Хлопець із пекла»).
Події твору відбуваються у вигаданій англомовній країні близько 1970-х років після так званого «Візиту» — прибуття на Землю невідомої чужопланетної цивілізації. Прибульці з'явилися з невідомою метою і так само несподівано зникли, лишивши по собі небезпечні для життя Зони. Науковці роблять дотепне припущення, що це прибуття чужопланетян — такий собі «пікнічок на узбіччі» на якійсь з галактичних трас. «Сміття», яке залишили прибульці, стає предметом полювання науковців, політиків і різноманітних злочинців. Незважаючи на значний ризик, в Зони проникають окремі люди — сталкери, які виносять звідти артефакти, плануючи заробити на цій діяльності.

## Сюжет
Молодий сталкер Редрік Шухарт (Ред) працює в Гармонтській філії Міжнародного інституту позаземних культур (МІПК) лаборантом у молодого російського науковця Кирила Панова. Редрік виносить із Зони «хабар» (артефакти чужопланетян) для МІПК і заробляє на цьому. Панов на час початку подій твору займається дослідженням артефактів «порожняків». Ред, якому подобається Кирило, пропонує Панову вирушити в Зону за «порожняком», баченим навповненим якоюсь субстанцією. Вони разом із другим лаборантом Тендером досягають Зони на транспорті, який називають «калошею». Дорогою Редрік згадує різні місця цієї території та чим вони примітні або небезечні. Вони знаходять розшукуваний артефакт, але Кирило випадково зачіпає спиною якусь сріблясту павутину. Ред стурбований, хоч нічого загрозливого не відбувається. Вони благополучно повертаються із Зони, та за декілька годин Кирило помирає від серцевого нападу. Ред винить себе за те, що не звернув належної уваги на павутину.
Кілька років по тому Шухарт, який доти звільнився з МІПК, стає вільним сталкером. Він має дружину Гуту і дочку Марію, яка народилася мутантом, як часто буває в сталкерів. Він також називає її Мавпочкою за наявність шерсті на тілі. Шухарт зустрічається з іншими сталкерами в барі «Боржч», де довідується про нові пропозиції, в тому числі пошуки заборонених навіть для дослідження артефактів.
Редрік відправляється в Зону з напарником, якого кличуть Стерв'ятником Барбріджем, відомим тим, що покидає інших сталкерів в Зоні. Дорогою назад Барбрідж вступає у субстанцію «відьомський холодець» та калічить собі ноги. Стерв'ятник просить Реда не кидати його, обіцяючи розповісти, де в Зоні лежить Золота Куля, яка здійснює всі бажання. Шухарт не вірить в її існування, проте Барбрідж запевняє, що вже отримав з допомогою Кулі багато чого, зокрема двох здорових дітей, що для сталкерів рідкість. Ред виносить Барбріджа із Зони, хоч і все-одно не вірить його розповідям, переслідуваний якоюсь істотою. Відвідавши ненадовго сім'ю, Ред іде до скупників «хабару», де виявляється, що один з артефактів досі ніким небачений. Від дочки Бербріджа він дізнається, що тому не вдалося врятувати ноги. Того ж дня Реду назначає в «Боржчі» зустріч Річард Нунан, поставник обладнання до інституту, але Шухарт потрапляє в засідку, його заарештовують і засуджують до кількох років в'язниці за незаконні проникнення до Зони і винесення з неї предметів.
За кілька років Нунан з дослідниками Зони обговорює практичне використання артефактів прибульців. Гута висловлює думку, що через дітей сталкерів прибульці вторгаються у суспільство людей, змінюючи їх. Редерік, відсидівши термін, виходить на свободу. Його дочка доти перестала розуміти, що відбувається навколо. Ред вирішує вилікувати її, знайшовши Золоту Кулю. Барбрідж із вдячності за порятунок дає йому карту і просить аби Ред заодно повернув йому ноги.
Шухарт вирушає до Зони із сином Барбріджа Артуром, після того як той просить взяти його з собою. Відомо, що шлях перекриває пастка «м'ясорубка», аби перейти її одна людина повинна принести в жертву іншу. Вибираючи між порятунком дочки і життям Артура, Ред відмовляє його, але той настоює на подорожі в Зону. Вони знаходять Золоту Кулю, Артур біжить до неї зі словами «Щастя всім!.. Задарма!.. Скільки завгодно щастя!.. Усі збирайтеся сюди!.. Вистачить усім!.. Ніхто не піде обділений!.. Задарма!.. Щастя! Задарма!..» та гине в «м'ясорубці».
Дорога стає вільною, але Ред усвідомлює, що не знає, чого він дійсно хоче попросити в Золотої Кулі. Він промовляє до Кулі останні слова Артура: «Щастя для всіх, задарма, і нехай ніхто не піде обділений!»

## Герої твору
- Алоїз Макно — уповноважений агент Бюро еміграції. Проводив агітацію серед жителів міста Гармонт на те, щоб вони поїхали з околиць Зони. При цьому Бюро забезпечувало гармонтцям працезайнятість і можливість вчитися. Із встановленням залежності кількості емігрантів із Зон в окремих регіонах зі збільшенням кількості природних і техногенних катастроф, еміграцію заборонили.
- Артур Барбридж — молодший син сталкера Стерв'ятника Барбриджа. Народився цілком здоровим, що рідкість для дітей сталкерів. Як і батько має тягу до Зони, але відрізняється від вкрай цинічного і прагматичного батька наївністю.
- Батько Редріка Шухарта — колишній працівник заводу, покійний. У повісті він з'являється наприкінці книги — при згадуванні про дитинство Редріка та як ожилий мрець.
- Бенні — викидайло в будинку розпусти Річарда Г. Нунана.
- Гарріс — друг Нунана, ймовірно працівник МІПК.
- Гута Шухарт — дружина Реда Шухарта.
- Гуталін — анти-сталкер, скуповує артефакти та відносить їх назад до Зони. Координатор угрупування анти-сталкерів «Войовничі Ангели».
- Джеймс Каттерфілд, М'ясник — хірург, світило свого штату. Перший у світі лікар — спеціаліст із захворювань людини, пов'язаних із Зонами. Зміг добитися цього, вивчаючи на покалічених сталкерах невідомі раніше хвороби, спотворення і пошкодження людського організму. Плату брав не тільки грошима, але й «хабаром», котрий використовував у своїй медицині.
- Діна Барбридж — старша донька Стерв'ятника Барбриджа. Народилася цілком здоровою, що рідкість для дітей сталкерів. Відрізняється ідеальною фігурою та зовнішністю.
- Доктор Валентин Пільман — дослідник феноменів зони, нобелівський лауреат, першовідкривач «радіанту Пільмана», який вказує на зв'язок Зон із зіркою Денеб.
- Доктор Кирило Панов — російський дослідник, котрий довів, що «порожняк» це магнітна пастка, свого роду контейнер. Трагічно загинув після попадання у «Срібну павутину» від розриву серця.
- Доктор Сем Дуглас — співробітник МІПК. Загинув за невідомих обставин через 13 років після Візиту. На нього Кирилом «звалюється» інформування про місцезнаходження «повного порожняка», щоб зняти з Редріка Шухарта підозру в тому, що той є практикуючим сталкером.
- Ернест — бармен у власному закладі «Боржч», один зі скупників артефактів.
- Капітан Віллі Херцог (Кабан) — начальник охорони інституту.
- Капітан Квотерблад — військовий, займається розшукуванням і арештом усіх, хто незаконно займається сталкерством. Через нього, зокрема, був двічі арештований і ув'язнений Редрік Шухарт.
- Кістлявий Філ — скупник артефактів.
- Кома — вчитель арифметики, жив у Чумному кварталі ще до Візиту та став його свідком і, власне, жертвою — захворів на чумку.
- Лаборант Бойд — знайомий Валентина Пільмана. Брав участь у розтині живих покійників.
- Мадам — у будинку розпусти Річарда Нунана.
- Марія Шухарт, «Мавпочка»— донька Редріка Шухарта, мутантка, яка відрізняється від нормальних людей хутром на тілі та повністю темними, без білків, очима. Згодом, коли вона підростає то, за висновком хірурга М'ясника, вона взагалі не людина.
- Мосол Катюша, Рафаель — управитель будинку розпусти Річарда Г. Нунана. В його обов'язки також входило скупати хабар у «приручених» молодих сталкерів, а також спостерігати за діями сталкерів-ветеранів.
- Пан Лемхен — співробітник таємної служби, бос Річарда Нунана.
- Річард Герберт Нунан — представник поставників електронного спорядження при Гармонтському філіалі МІВК, власник будинку розпусти, насправді — агент таємної служби, яка слідкує за сталкерами.
- Редрік Шухарт — центральний герой твору, сталкер з дитинства.
- Розалія — дружина Ернеста.
- Сержант Луммер — помічник Херцога.
- Стерв'ятник Барбридж — один з перших сталкерів. Початкове псевдо — Моцак. Псевдо «Стерв'ятник» він отримав за те, що жертвував життями своїх колег задля досягнення власних цілей. Йому належить знахідка унікального артефакту — «Золотої Кулі».
- Тендер — другий лаборант доктора Панова.
- Мажордом — у домі Редріка Шухарта.
- Ховрах, Красунчик Діксон — колишній сталкер, який потрапив у так звану «м'ясорубку», і єдиний, котрий вижив після цього. У покаліченому стані був винесений із Зони Стерв'ятником Барбриджем, за що, як наслідок, був йому довічно вдячний і працював в його домі слугою.
- Хрипатий Х'ю — скупник артефактів
- інші сталкери: Боб Горила, Гугнявий Гереш, Кактус (Джонатан Майлз), Каллоген, Карлик Цмиг, Креон-Мальтієць, Курча Цапфа, Ліндон-Коротун, Маслакуватий Ісхак, Носатий Бен-Галеві, Остін, Піт Болячка, Пудель, Ражба, Слизняк, Стефан Норман (Очкарик), Щасливчик Картер, Фараон Банкер, Хлюст.

## Світ Зони
Зони є місцевостями на Землі, які виникли внаслідок так званого Візиту чужопланетян. Всього налічується шість Зон, розміщених на лінії, що вказує на зв'язок із зіркою Денеб. Зони охороняються військовими, офіційно на територію можна потрапити крізь «передзонник» біля філії Інституту Позаземних Культур.
Територія Зони, принаймні біля Гармонту, чітко окреслена, її вплив не поширюється далі невидимої межі. Разом з тим було помічено, що в місцях проживання переселенців з Гармонту, котрі пережили Візит, зростає кількість природних і техногенних катастроф. Міські квартали, які опинилися в межах Зони, на час дії повісті частково заросли рослинністю. Після Візиту в окремих кварталах поширювалися невідомі хвороби, наприклад, «чумка», від якої злазила шкіра та нігті, або поширювалася сліпота. За свідченнями очевидців це супровджувалося спалахами і гуркотом невідомого походження.
Від часу Візиту в Зонах лишилися об'єкти, які по-різному впливали на людей, серед яких як смертельно небезпечні, так і корисні. До прикладу, «етаки» люди стали використовувати як «вічні батарейки», а «чорні бризки» знайшли застосування в ювелірній справі. Декотрі знахідки порушують відомі закони фізики. Так «біле кільце», будучи розкрученим, більше ніколи не припиняє свого руху, поки його не зупинити силою. «Відьмин холодець» перетворює майже все, із чим стикається, в самого себе. Окрім того в Зоні зустрічають тіні, спрямовані проти джерела світла, дивні звуки та інші непоясненні явища.
У Зоні не зафіксовано шкідливої радіації чи мутагенів, але діти тих, хто довго перебував у Зоні, народжуються із відхиленнями. Також у повісті згадується про фізичний вплив і на самих відвідувачів, але не зазначається який саме.
Декотрі герої повісті, такі як Нунан, припускали, що прибульці й земляни знаходяться в стані контакту через Зони. Йому ж належить термін «пікнік на узбіччі».
|  | Пікнік. Уявіть собі: ліс, путівець, галявина. З путівця на галяву з’їжджає машина, з машини вивантажуються молоді люди, пляшки, кошики з провізією, дівчата, транзистори, фотокіноапарати... Розпалюється багаття, ставляться намети, вмикається музика. А вранці вони їдуть. Звірі, птахи і комахи, які всю ніч із жахом спостерігали за подіями, виповзають зі своїх сховків. І що ж вони бачать? На траву понатікало автолу, розлився бензин, розкидані непотрібні свічки і масляні фільтри. Валяється дрантя, перегорілі лампочки, хтось загубив розвідного ключа. Від протекторів лишилася грязюка, налипла на якомусь незнаному болоті... ну і, самі розумієте, сліди багаття, недогризки яблук, цукеркові обгортки, консервні бляшанки, порожні пляшки, чийсь носовичок, чийсь складаний ніж, старі, подерті газети, монетки, зів’ялі квіти з інших галявин... |

Висловлювалися думки і що контакту як такого не було, а чужопланетяни закинули на Землю контейнери із взірцями своєї матеріальної культури, очікуючи від землян на відповідь.

## Історія написання і видання
Ідея повісті, за спогадами авторів, зародилася в лютому 1970 року. Твір було написано в 1971 році з січня по листопад. Початок публікувався в журналі «Аврора» 1972 року. Уривок також було опубліковано в складі 25-го тому «Бібліотеки сучасної фантастики» (1973). Роман крім того публікувався частинами в газеті «Молодь Естонії» (Таллінн) з грудня 1977 по лютий 1978 років.
Договір на публікацію повного тексту в книзі було укладено з видавництвом «Молода гвардія» ще в 1972 році, але «Пікнік на узбіччі» вийшов у складі збірки «Непризначення зустрічі» тільки в 1980 році. Цей варіант зазнав змін у назвах (наприклад, назву міста «Гармонт» було змінено на «Мармонт», назву групи сталкерів «Варр»  — на «Віяло» і т. д.), прибрано грубі вислови і додано наукове обґрунтування явищ Зони.
Згодом роман був опублікований в 1984 році в збірнику «За мільярд років до кінця світу» за текстом журнальної публікації і в 1988 році в збірнику «Повісті».
У 1989 році у видавництві «Юридична література» вийшов двома виданнями під різними обкладинками авторський збірник з «Пікнік на узбіччі», текст якого значно відрізнявся від усіх раніше і згодом опублікованих варіантів — це було обумовлено тим, що Аркадій Стругацький (ймовірно, помилково) передав у видавництво один з чорнових варіантів.
Найбільш близький до авторського задуму текст вийшов у повному зібранні творів, започаткованому московським видавництвом «Текст» у 1991 році, в книжковій серії «Світи братів Стругацьких» (1997).

### Сталкер-означення
Стругацькі вперше в російській літературі застосували слово «сталкер». В англійській мові воно походить від «to stalk» — «скрадатися», а в сучасних словниках — «прокрадатися на чужу територію». Також сталкерами називають тих, хто переслідує інших людей з метою психічного тиску.
При плануванні твору Редріка Шухарта та його «колег» брати Стругацькі називали «старателями» і «траперами», поняття «сталкер» було застосовано вже при написанні. За спогадами авторів, вони взяли це слово не зі словника, а з роману Р. Кіплінга «Відчайдушна компанія» про школярів кінця XIX — початку XX століть. Їхнім ватажком був хитромудрий розбишака на прізвисько Сталкі.

## Адаптації та відгук у світовій культурі

### Кіно й телебачення
- «Візит з космосу» (чеськ. Návštěva z Vesmíru, 1977) — чехословацький телевізійний мінісеріал. Після прем'єри копії стрічки вилучила цензура[9].
- «Сталкер» (1979) — фільм режисера Андрія Тарковського за мотивами повісті «Пікнік на узбіччі».
- «Анігіляція» (2018) — фільм, заснований на однойменній книзі Джеффа Вандермеєра, проте критики побачили паралелі й з «Пікніком на узбіччі». Зображає експедицію групи дослідниць до аномальної зони на узбережжі США, виниклої після падіння метеорита[10][11][12].
- «Пікнік на узбіччі» (2016) — телесеріал американського кабельного каналу WGN America. Було випущено лише пілотний епізод[13].

### Театр
- «Пікнік на узбіччі» (рос. Пикник на обочине) — радіоспектакль 1990 року. Відрізняється від оригіналу зміненими іменами, як у варіанті повісті 1980 року.

### Ігри
- S.T.A.L.K.E.R. — серія відеоігор, розроблена українською компанією GSC Game World, яка використовує подібний до використаного в повісті антураж та ідеї. Започаткована грою S.T.A.L.K.E.R.: Тінь Чорнобиля в 2007 році.
- STALKER RPG (2008) — настільна рольова гра від Burger Games, видана у 2008 році[14].
- The Final Station (2016) — інді-відеогра студії Do My Best, сюжет якої посилається на різні твори братів Стругацьких. Мета гри — доставити пасажирів поїзда через аномальну зону в Східній Європі[15]
- Zona Alfa (2020) — настільна гра від Osprey Publishing, в якій належить шукати артефакти в аномальній зоні, розташованій у Східній Європі[16].

## Переклади українською
- Борис та Аркадій Стругацькі. Малюк. Пікнік на узбіччі. Хлопець із пекла (повісті). Переклад з російської: Анатолій Саган; За загальною редакцією Бориса Щавурського. Тернопіль: Навчальна книга — Богдан; Київ: Веселка, 2007. — 368 с. — (Бібліотека світової літератури для дітей у 100 томах «Світовид». Серія третя. Література XX століття.) ISBN 966-692-283-5 (серія «Бібліотека світової літератури для дітей у 100 томах „Світовид“») ISBN 966-692-715-2 (Вид. «Навчальна книга — Богдан») ISBN 966-01-0425-1 (Вид. «Веселка»)
  - (окремими книжками) Борис та Аркадій Стругацькі. Пікнік на узбіччі. Переклад з російської: Анатолій Саган; За загальною редакцією Бориса Щавурського. Тернопіль: Навчальна книга — Богдан 2011. 240 с. (серія «Горизонти фантастики»). ISBN 978-966-10-2118-0 (серія). — ISBN 978-966-10-1395-6